# Baktericid
Baktericíd je snov, ki ubija bakterije . Baktericidi so lahko razkužila (za uporabo na predmetih), antiseptiki (za uporabo na koži ali sluznicah) ali antibiotiki. Snov, ki ne ubije bakterij, temveč le zavira njihovo rast in razmnoževanje, je bakteriostatik.

## Baktericidna razkužila
Med baktericidna razkužila sodijo:
- aktivni klor (npr. hipokloriti, kloramini, dikloroizocianurat, trikloroizocianurat, vlažni klor, klorov dioksid ...),
- aktivni kisik (peroksidi, npr. perocetna kislina, kalijev persulfat, natrijev perborat, natrijev perkarbonat ...),
- jod (jodpovidon, lugol, jodova tinktura ...),
- koncentrirani alkoholi (zlasti etanol, 1-propanol in 2-propanolter njihove mešanice; uporabljajo se tudi 2-fenoksietanol ter 1- in 2-fenoksipropanol),
- fenolne spojine (npr. fenol, krezoli, halogenirani (klorirani, bromirani) fenoli, npr. heksaklorofen, triklosan, triklorofenol, tribromofenol, pentaklorofenolin njihove soli),
- kationske površinsko aktivne snovi, npr. kvaterne amonijeve spojine (npr. benzalkonijev klorid, didecildimetilamonijev klorid, cetilpiridinijev klorid, benzetonijev klorid), nekvaterne spojine (npr.klorheksidin, glukoprotamin ...),
- močni oksidanti, npr. ozon in permanganatne raztopine;
- težke kovine in njihove soli, npr. koloidno srebro, srebrov nitrat, živosrebrov klorid, bakrov sulfat ... (vendar so te spojine močno škodljive in nevarne za okolje),
- močne kisline ustreznih koncentracij (fosforjeva, dušikova, žveplova, amidožveplova, toluensulfonska kislina) in
- lugi (natrijev, kalijev, kalcijev hidroksid).

## Baktericidni antiseptiki
Kot antiseptiki se lahko uporabljajo na primer naslednji baktericidi:
- ustrezno razredčeni klorovi pripravki (npr. Daquinova raztopina, 0,5% raztopina natrijevega ali kalijevega klorida, z uravnanim pH-jem na 7–8, 0,51% raztopina natrijevega ba (kloramin B)),
- jodovi pripravki, npr. povidon-jod in različni galenski izdelki (mazila, raztopine, obliži za rane), v preteklosti tudi Lugolova raztopina,
- peroksidi, kot so raztopine perhidrata sečnine in 0,1–0,25% raztopina perocetne kisline z uravnanim pH-jem,
- alkoholi z antiseptičnimi dodatki ali brez njih, uporabljajo se zlasti na koži,
- šibke organske kisline, kot so sorbinska kislina, benzojska kislina, mlečna kislina in salicilna kislina,
- nekatere fenolne spojine, kot so heksaklorofen, triklosan in dibromol ter
- kationske aktivne snovi, kot so 0,05–0,5% benzalkonij, 0,5–4% klorheksidin, 0,1–2% oktenidin.

Ostali na splošno niso uporabni kot varni antiseptiki, in sicer zaradi jedkih ali toksičnih učinkov.